# مارك ليتل (لاعب كرة قاعدة)
مارك ليتل (بالإنجليزية: Mark Little)‏ هو لاعب كرة قاعدة أمريكي، ولد في 11 يوليو 1972 في إدوردسفيل في الولايات المتحدة.

## وصلات خارجية
- مارك ليتل على موقعبيزبول رفرنس.كوم (الدوري الرئيسي) (الإنجليزية)